# Drnovice u Valašských Klobouk
Drnovice (deutsch Drnowitz) ist eine Gemeinde in Tschechien. Sie liegt sieben Kilometer nordwestlich von Valašské Klobouky in der Mährischen Walachei und gehört zum Okres Zlín.

## Geographie
Drnovice befindet sich im Tal der Vlára in den Wisowitzer Bergen. Nördlich erheben sich der Klášťov (753 m), Svéradov (737 m) und die Hůrka (634 m), im Nordosten die Bařinka (716 m) und Vrátnice (680 m) sowie im Südosten der Humenec (510 m). Nach Osten schließen sich die Ausläufer des Javorník-Gebirges an.
Nachbarorte sind Ploština, Pozděchov, Osičí und Sochorák im Norden, Váša, Juřic und Lačnov im Nordosten, Tichov im Osten, Díly, Smolina und Mirošov im Südosten, Vlachova Lhota im Süden, Polem und Vrchy im Südwesten, Vysoké Pole im Westen sowie Klementina im Nordwesten.

## Geschichte
Drnowicze wurde erstmals 1261 in der Gründungsurkunde des Klosters Smilheim als klösterlicher Besitz erwähnt. Zu den Besitzern des Dorfes gehörten nach dem Untergang des Klosters u. a. die Herren von Cimburk, Kuna von Kunstadt, Wenzel von Boskovic und Adam von Lomnice. 1564 löste Zdeněk Říčanský Kavka von Říčany Drnovice von den Vizovicer Gütern und schlug es seiner Herrschaft Brumov zu.
Nach der Ablösung der Patrimonialherrschaften wurde Drnovice 1850 zu einer selbstständigen Gemeinde. Von 1867 bis 1948 gehörte der Ort zum Bezirk Ungarisch Brod und ab 1949 zum Okres Valašské Klobouky. Bei der Gebietsreform von 1960 kam der Ort zum Okres Zlín.
Am 19. April 1945 ereignete sich in der nördlich gelegenen Pasekarensiedlung Ploština ein Kriegsverbrechen. Ein SS-Kommando zündete den Ort, in dem Partisanen Unterschlupf gefunden hatten, an und trieb die Bewohner in die brennenden Häuser zurück. Dabei starben 24 Menschen, darunter neun Einwohner aus Drnovice in den Flammen.

## Sehenswürdigkeiten
- Heimatmuseum mit Ausstellung zur volkstümlichen Baukunst und Handwerk
- Nationale Gedenkstätte Ploština
- Marienkapelle in Ploština, erbaut in den 1950er Jahren
- Klášťov, höchster Berg der Vizovická vrchovina, mit Burgstall